# Miriam Kolodziejová
Miriam Kolodziejová (Most, 11 april 1997) is een tennisspeelster uit Tsjechië. Kolodziejová begon op zesjarige leeftijd met het spelen van tennis. Haar favoriete ondergrond is gravel. Zij speelt rechtshandig en heeft een tweehandige backhand. Zij is actief in het internationale tennis sinds 2014. Per 12 augustus 2024 staat zij bij de WTA ingeschreven als Miriam Škoch.

## Loopbaan
In 2015 won Kolodziejová het meisjesdubbelspeltoernooi van het Australian Open, samen met Markéta Vondroušová. Ook op Roland Garros wonnen zij samen de meisjesdubbelspeltitel. Dat jaar won zij met Vondroušová haar eerste twee dubbelspeltitels op het ITF-circuit.
In 2016 won Kolodziejová haar eerste ITF-titel in het enkelspel, in Brno (Tsjechië).
In juli 2022 kwam zij binnen op de mondiale top 150 in het dubbelspel. In oktober won zij de dubbelspeltitel op het WTA-toernooi van Parma, samen met landgenote Anastasia Dețiuc – hiermee steeg zij naar de top 100 van de wereldranglijst.
Tot op heden(juni 2024) won zij zeven ITF-titels in het enkelspel en achttien in het dubbelspel.
Op het dubbelspeltoernooi van het Australian Open 2023 had Kolodziejová haar grandslamdebuut, samen met landgenote Markéta Vondroušová – zij bereikten er meteen de derde ronde. Daarmee kwam zij binnen op de top 50 van de wereldranglijst.

## Posities op deWTA-ranglijst
Positie per einde seizoen:
| jaar | rang enkelspel | rang dubbelspel |
| ---- | -------------- | --------------- |
| 2015 | –              | 404             |
| 2016 | 562            | 998             |
| 2017 | 394            | 581             |
| 2018 | 262            | 345             |
| 2019 | 1093           | 858             |
| 2020 | 447            | 525             |
| 2021 | 270            | 215             |
| 2022 | 478            | 74              |
| 2023 | –              | 57              |

## Palmares
| Legenda                 |
| ----------------------- |
| Grandslamtoernooi       |
| Olympische Spelen       |
| Year-End Championships  |
| Premier Mandatory       |
| Premier Five / WTA 1000 |
| Premier / WTA 500       |
| International / WTA 250 |
| Challenger / WTA 125    |

### WTA-finaleplaatsen enkelspel
geen

### WTA-finaleplaatsen vrouwendubbelspel
| nr.              | finale     | toernooi                | ondergrond    | partner             | tegenstandsters                       | score            |         |
| ---------------- | ---------- | ----------------------- | ------------- | ------------------- | ------------------------------------- | ---------------- | ------- |
| gewonnen finales |            |                         |               |                     |                                       |                  |         |
| 1.               | 2022-10-01 | WTA Parma               | gravel        | Anastasia Dețiuc    | Arantxa Rus Tamara Zidanšek           | 1-6, 6-3, [10-8] | details |
| 2.               | 2024-04-06 | WTA La Bisbal d'Empordà | gravel        | Anna Sisková        | Tímea Babos Dalma Gálfi               | walk-over        | details |
| 3.               | 2025-05-17 | WTA Parma               | gravel        | Jesika Malečková    | Sabrina Santamaria Tang Qianhui       | 6-2, 6-0         | details |
| 4.               | 2025-06-07 | WTA Makarska            | gravel        | Jesika Malečková    | Oksana Kalasjnikova Jelena Pridankina | 2-6, 6-3, [10-4] | details |
| 5.               | 2025-07-12 | WTA Båstad              | gravel        | Jesika Malečková    | Irene Burillo Berfu Cengiz            | 6-4, 6-3         | details |
| verloren finales |            |                         |               |                     |                                       |                  |         |
| 1.               | 2022-12-11 | WTA Angers              | hardcourt (i) | Markéta Vondroušová | Alycia Parks Zhang Shuai              | 2-6, 2-6         | details |
| 2.               | 2023-07-29 | WTA Hamburg             | gravel        | Angela Kulikov      | Anna Danilina Aleksandra Panova       | 4-6, 2-6         | details |
| 3.               | 2024-06-22 | WTA Gaiba               | gras          | Anna Sisková        | Hailey Baptiste Alycia Parks          | 6-7, 2-6         | details |
| 4.               | 2025-03-22 | WTA Antalya             | gravel        | Jesika Malečková    | Maja Chwalińska Anastasia Dețiuc      | 6-4, 3-6, [2-10] | details |

## Resultaten grandslamtoernooien
| Legenda | Legenda                          |
| ------- | -------------------------------- |
| g.t.    | geen toernooi gehouden           |
| l.c.    | lagere categorie                 |
| –       | niet deelgenomen                 |
| G       | uitgeschakeld in de groepsfase   |
| 1R      | uitgeschakeld in de eerste ronde |
| 2R      | uitgeschakeld in de tweede ronde |
| 3R      | uitgeschakeld in de derde ronde  |
| 4R      | uitgeschakeld in de vierde ronde |
| KF      | uitgeschakeld in de kwartfinale  |
| HF      | uitgeschakeld in de halve finale |
| F       | de finale verloren               |
| W       | het toernooi gewonnen            |
| w-v     | winst/verlies-balans             |

### Enkelspel
geen deelname

### Vrouwendubbelspel
| toernooi        | 2023 | 2024 |
| --------------- | ---- | ---- |
| Australian Open | 3R   | 1R   |
| Roland Garros   | 2R   | 2R   |
| Wimbledon       | 3R   | 2R   |
| US Open         | 2R   |      |